# Ківа Дмитро Семенович
Дмитро Семенович Кі́ва (8 жовтня 1942, Казань — 25 липня 2024) — радянський і український авіаконструктор; доктор технічних наук з 1990 року, професор з 1997 року, академік Академії інженерних наук України, член-кореспондент з 2006 року та дійсний член з 2012 року Національної академії наук України. Герой України.

## Біографія
Народився 8 жовтня 1942 року в місті Казані (нині Татарстан, Російська Федерація), українець. Закінчив середню школу в Харкові і протягом 1959—1964 років навчався в Харківському авіаційному інституті.
З вересня 1964 року працював на Авіаційному науково-технічному комплексі імені Олега Антонова: з 1969 року — провідний конструктор; з 1979 року — заступник головного конструктора зі створення легких літаків, з 1987 року — головний конструктор, з 1991 року — перший заступник генерального конструктора, з травня 2005 року виконував обов'язки генерального конструктора, з січня 2006 року — генеральний конструктор Одночасно, із жовтня 2008 року, обіймав посаду голови правління Державного авіабудівного концерну «Антонов». У 2010—2015 роках, після реорганізації АНТК імені Олега Антонова, президент — генеральний конструктор, а у 2015—2016 — генеральний конструктор ДП «АНТОНОВ». З 2016 року працював радником президента компанії Silk Way Group (Азербайджан).
Помер 25 липня 2024 року. Похований у Києві на Берковецькому кладовищі.

## Наукова діяльність
Брав участь у створенні та керував проєктами літаків Ан-3, Ан-28, Ан-38, Ан-72, Ан-74, Ан-124-100 «Руслан», Ан-225 «Мрія», Ан-140, Ан-148, Ан-158, Ан-178, Ан-70, Ан-132 та інших модифікацій.
Провів дослідження характеристик композиційних матеріалів на основі вуглеводневих волокон та методів збільшення жорсткості металевих конструкцій шляхом зміцнення їх вуглепластиками. Запропонував та обґрунтував принципи пошуку раціональних конструктивно-технологічних рішень, в основі яких залежність між системами якісного пріоритету композиційних матеріалів і експлуатаційних вимог до конструкції літаків, що дозволило зменшити їхню вагу та збільшити ресурс, зберігаючи високу безпеку польотів.
Займався вивченням проблем створення конкурентоспроможних літаків для пасажирських і вантажних перевезень, льотних випробувань, а також методологічним забезпеченням сертифікації цієї техніки згідно з міжнародними вимогами. Автор понад ста наукових праць, присвячених авіабудуванню, зокрема:
- Сравнительная оценка методов исследования напряженно-деформированного состояния однонаправленных армированных пластиков // Механика композитных материалов: Сборник научных трудов. Рига, 1990;
- Многовариантный расчет многослойных ортотропных конструкций сложной геометрии методом конечного элемента // Механика композитных материалов: Сборник научных трудов. Рига, 1991;
- Анализ эффективности применения композиционных материалов в конструкции самолета Ан-28 // Механика элементов конструкций летателных аппаратов из композиционных материалов. Харьков, 1994;
- Проектирование и конструкция летательных аппаратов из композиционных материалов: Учебное пособие. Харьков, 1994 (у співавторстві з Віталієм Гайдачуком та Яковом Карповим);
- Особенности создания авиационных конструкций из композиционных материалов: Учебное пособие. Харьков, 1997 (у співавторстві з Віталієм Гайдачуком та Віктором Рябковим);
- Вероятностно-статистическая оптимизация конструкции летательных аппаратов с учетом случайных факторов: Учебное пособие. Харьков, 1997 (у співавторстві);
- Разработка, изготовление и испытание триммеров трубчатой конструкции из композиционных материалов. Киев, 2004 (у співавторстві).

Автор 18 авторських свідоцтв і патентів у галузі розроблень пасажирських, транспортних, багатоцільових літаків, досліджень і розробок літаків короткого зльоту та посадки.

## Відзнаки
- Нагороджений орденами:
  - «За заслуги» III ступеня (1998; за значний особистий внесок у розвиток авіаційної промисловості, високу професійну майстерність)[8], II ступеня (2001; за вагомий особистий внесок у розвиток вітчизняного машинобудування, багаторічну сумлінну працю)[9], I ступеня (2004; за багаторічну самовіддану працю, створення та освоєння унікальної вітчизняної техніки, високий професіоналізм)[10];
  - князя Ярослава Мудрого V ступеня (2009; за вагомий особистий внесок у розвиток українсько-індійського економічного співробітництва)[11];
- Указом Президента України Віктора Ющенко № 670/2009 від 21 серпня 2009 року за визначний особистий внесок у зміцнення економічного потенціалу України, вагомі заслуги у розвитку вітчизняної авіаційної галузі генеральному конструктору державного підприємства «Авіаційний науково-технічний комплекс імені Олега Антонова» Дмитру Семеновичу Ківі присвоєно звання Герой України з врученням ордена Держави[12];

почесні звання і відзнаки
- Заслужений діяч науки і техніки України (1993)[7];
- Почесна відзнака Національної академії наук України «За наукові досягнення» (2011)[7];
- Почесний громадянин Києва (2012)[1];

премії
- Державна премія України в галузі науки і техніки (1994; диплом і почесний знак № 3979[3]; за створення, впровадження у серійне виробництво та експлуатацію транспортних літаків Ан-72, Ан-74; разом з Валентином Пустовойтом, Германом Шитиковим, Гілілом Гіндіним, Віктором Данильченком, Валентином Нікітіним, Юрієм Повалієм, Левом Васильченком)[13];
- Премія НАН України імені О. К. Антонова (2002; за комплекс робіт з науково-технічного та методологічного забезпечення сертифікації літаків «Ан» на всіх етапах їх створення)[14].